# Copa del Rey 1912
Copa del Rey 1912 var den 11:e upplagan av den spanska fotbollscupen Copa del Rey.
Tävlingen startade den 31 mars 1912 och avslutades den 12 april 1912 med finalen som hölls på Camp de la Indústria i Barcelona, där FC Barcelona vann med 2–0 över Sociedad Gimnástica, vilket gav dem deras andra vinst.
Sex lag var planerade att delta i turneringen, men Athletic Bilbao och Academia de Infantería drog sig ur strax före starten av turneringen.

## Matcher

### Semifinaler
|  | 31 mars 1912 | FC Barcelona | 3–0 | España de Barcelona | Camp de la Indústria, Barcelona |  |
|  |              |              |     |                     |                                 |  |
|  |              |              |     |                     |                                 |  |
|  |              |              |     |                     |                                 |  |

|  | 1 april 1912 | Sociedad Gimnástica | 2–1 | Irún Sporting Club | Camp de la Indústria, Barcelona |  |
|  |              |                     |     |                    |                                 |  |
|  |              |                     |     |                    |                                 |  |
|  |              |                     |     |                    |                                 |  |

### Finaler
|  | 7 april 1912 | FC Barcelona      | 2–0 | Sociedad Gimnástica | Camp de la Indústria, Barcelona |                  |
|  |              | Massana Rodríguez |     |                     | Domare: Hamilton                | Domare: Hamilton |
|  |              |                   |     |                     | Domare: Hamilton                | Domare: Hamilton |
|  |              |                   |     |                     | Domare: Hamilton                | Domare: Hamilton |

| Vinnare av Copa del Rey 1912 |
| ---------------------------- |
| FC Barcelona 2:a titeln      |